# Штукенберг Євген Антонович
Євге́н Анто́нович Штукенбе́рг (1859, Санкт-Петербург — після 1919) — російський архітектор, колезький асесор.

## Біографія

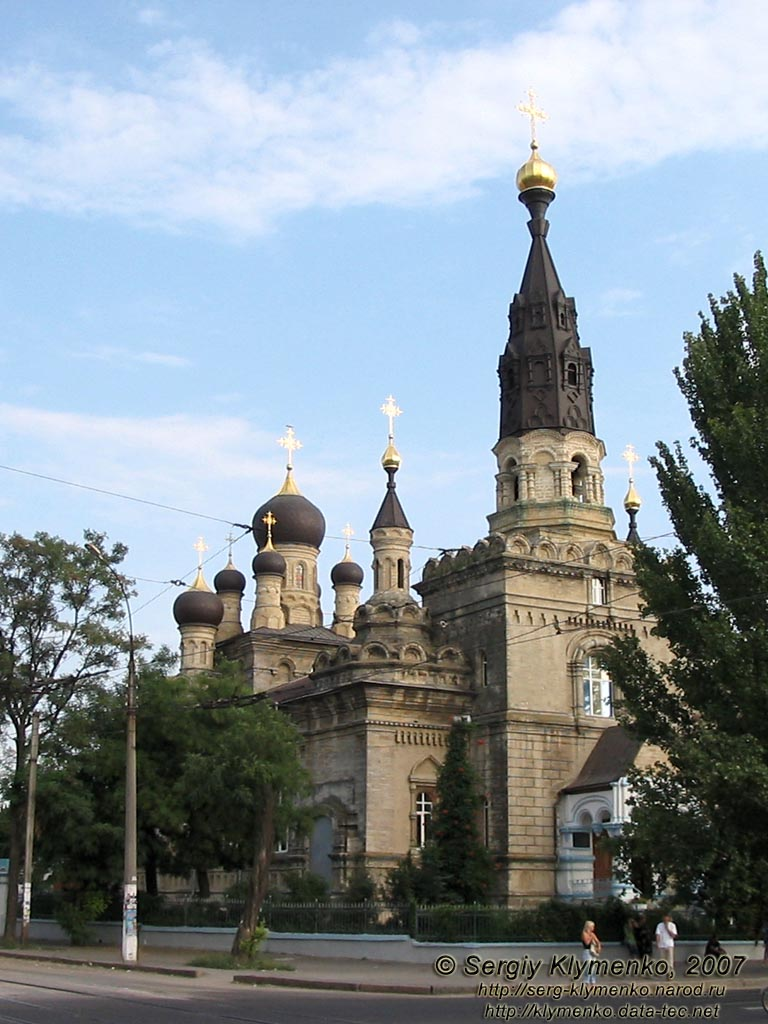
Кафедральний Собор Касперівської Ікони Божої Матері, зведений під керівництвом Є. А. Штукенберга

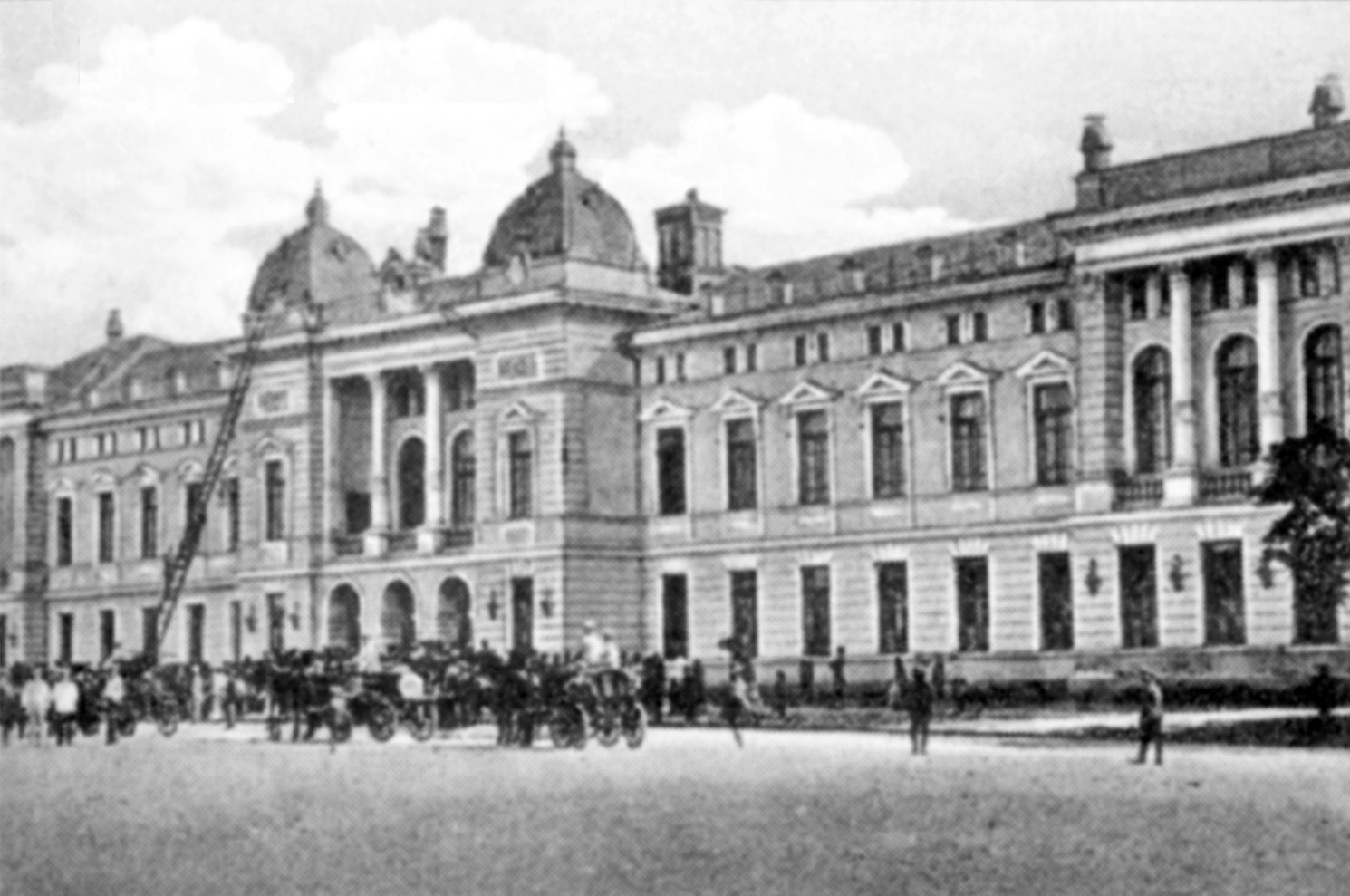
Миколаївська міська управа

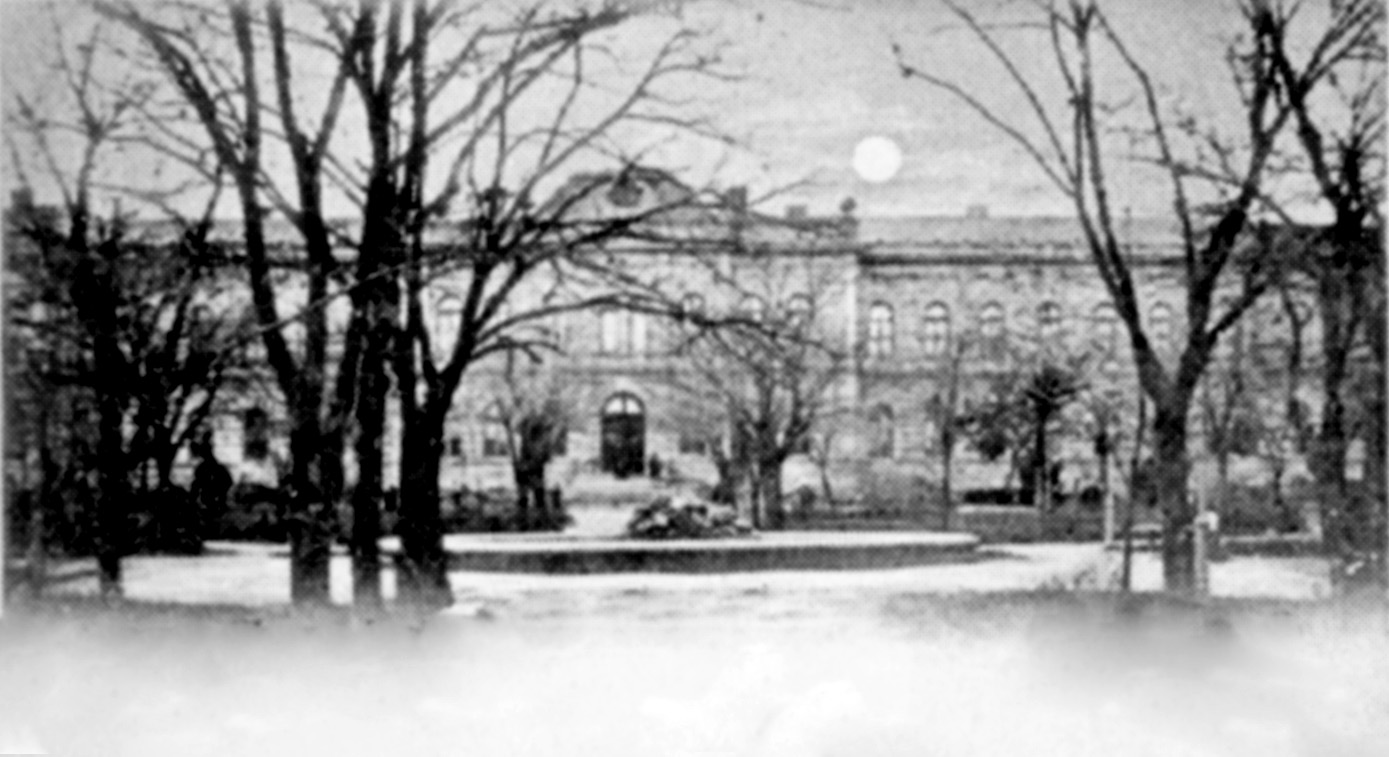
Миколаївська перша Маріїнська жіноча гімназія

Народився у родині інженера шляхів сполучення, письменника і поета Антона Івановича Штукенберга. Його дід Іван Федорович Штукенберг був відомим гідрографом і статистиком і бібліографом.
У 1872—1880 p.p. вчився у Петербурзькому будівельному училищі. Отримав звання цивільного інженера з чином X класу. Призначений міським архітектором Симбірська.
1885 р. був відряджений для роботи у міську управу Миколаєва. Працював міським архітектором Миколаєва з 1886 до 1919 р.р., де під його керівництвом було споруджено водопровід міста, значно поліпшено благоустрій.
Проекти Штукенберга витримані в дусі неоренесансу, необароко, неоросійського і неомусульманського стильових напрямків.
Займався громадською діяльністю, був одним з директорів Миколаївського піклувального тюремного комітету.

## Роботи
- Миколаївська перша Маріїнська жіноча гімназія (1892 р.) на розі вулиць Адміральської, Бульварної (тепер вулиця Пушкінська) і Нікольської.
- Міська бібліотека (1894 p., пізніше добудована).
- Міська управа на Соборній площі (1910, повністю зруйнована під час Другої світової війни)
- Церква в ім'я ікони Касперовської Божої матері на розі вулиць Херсонської і Садової (1905—1906 p. p.).
- Середнє механіко-технічне училище (1903 - 1904 р.р.), яке стало базою для створення Миколаївського кораблебудівного інститут.
- Водолікарня Кенігсберга на розі вулиць Великої Морської і Обсерваторної (1912 p., співавтор інженер Й. Рейхенберг).
- Пам'ятник Героям війни 1812 року (1912).